# Kecskés Zoltán (súlyemelő)
Kecskés Zoltán (Érmihályfalva, 1974. július 14. –) magyar súlyemelő.

## Élete
1974. július 14-én született Erdélyben, Érmihályfalván. Gyerekkorától kezdve sportol: focizott, atletizált, kipróbált egy küzdősportot is, míg végül bátyja hatására 1987-ben, 13 évesen belekóstolt a súlyemelésbe.
Érkörtvélyes egyetlen olyan sportembere, aki két olimpiára is kijutott, világkupát nyert, valamint több Európa-bajnokságon és világbajnokságon eredményesen szerepelt.
1987 nyarán a nagyváradi Vasutas sportklubban (Rapid Oradea) ismerkedett meg a súlyemeléssel. Lorencz Mihály volt a nevelő edzője, 1990-ig az ő útmutatásával több ezüst- és bronzérmet szerzett a román országos bajnokságokon. Eredményei révén beválogatták az utánpótlás válogatottba, és így sportiskolás lett (Centrul Național Olimpic Bistrița). 1989 decemberében kitört a forradalom Temesváron és Bukarestben, sokan emigráltak külföldre, sportolók is, ezért a serdülő-Európa-bajnokságra nem vitték el. Emiatti csalódásában otthagyta a válogatottat, majd Magyarországra távozott.
1990-2004 között az évtized könnyűsúlyú versenyzője, a magyar súlyemelő-sportág kiemelkedő alakja. 1990-ben került a debreceni DVSC-hez, ettől az évtől 2004-ig válogatott sportoló. Edzője Szabó Elemér, Németh Gábor és Végh Sándor volt. 1990-től 2000-ig Tatabánya színeiben versenyzett, 2002–2003-ban Debrecen színeiben, 2004-ben Kecskemét színeiben, 2013–2014-ben Ózd színeiben. 2016-tól ismét a Debrecen FISZEJ SE színeiben versenyzik, tagja a masters magyar válogatottnak.
A Fiatalok Szövetsége az Egészséges Jövőért Egyesület tagja. A Vezért Fitness edzőtermek tulajdonosa. A Kecskés Zoltán Életmód és Harmónia program megalkotója. Aerobik-, spinning-, kangoo-, súlyemelő-edző és életmód-tanácsadó. 2015-től a debreceni súlyemelő-szakosztály edzője lett.

## Eredményei
- 1988 Románia országos bajnoksága: 2. hely
- 1989 Románia országos bajnoksága: 2. hely
- 1990 Románia országos bajnoksága: 3. hely
- 1990 Tiszaújváros, ifjúsági országos bajnokság: 1. hely
- 1993 Szekszárd, világkupa: 1. hely
- 1994 Szekszárd, világkupa: 2. hely
- 1994 Sokolov, Európa-bajnokság: 5. hely
- 1994 Debrecen, DVSC-kupa: 1. hely
- 1994 Jakarta, junior világbajnokság: 3. hely
- 1995 Kassa, nemzetközi verseny: 1. hely
- 1995 Guangzhou, világbajnokság: 10. hely
- 1995 Tatabánya, magyar bajnokság: 1. hely
- 1995 Varsó, Európa-bajnokság: 6. hely
- 1996 atlantai olimpia: 8. hely
- 1996 Kisbér, magyar bajnokság: 1. hely
- 1997 Nyíregyháza, országos bajnokság: 1. hely
- 1997 Budapest, Vasutas magyar bajnokság: 1. hely
- 1999 Athén, világbajnokság: 16. hely
- 2000 Athén, Nemzetközi Tofalosz Kupa emlékverseny: 1. hely
- 2002 Antalya, Európa-bajnokság: 5. hely
- 2003 Loutraki, Európa-bajnokság: 5. hely
- 2003 Vancouver, világbajnokság: 8. hely
- 2013 Kazincbarcika, masters nemzetközi emlékverseny: 2. hely
- 2014 Budapest, masters magyar bajnokság: 1. hely
- 2014 Kazincbarcika, masters Európa-bajnokság 1. hely[2]
- 2014 Koppenhága, masters világbajnokság: 1. hely[3]
- 2015 Budapest, masters magyar bajnokság: 1. hely
- 2015 Bangor, Wales, masters Európa-bajnokság: 1. hely
- 2016 Budapest, masters magyar bajnokság: 1. hely
- 2016 Heinsheim, Németország, világbajnokság: 1. hely
- 2018 Budapest, masters Európa-bajnokság: 1. hely

## Elismerések
- 1995 Hajdú-Bihar megye év sportolója: 2. hely
- 2002 Az év magyar súlyemelője